# ساندراکاتسی
ساندراکاتسی (به لاتین: Sandrakatsy) یک منطقهٔ مسکونی در ماداگاسکار است که در مانانارا شمالی واقع شده‌است. ساندراکاتسی ۱۳٬۰۰۰ نفر جمعیت دارد و ۲۲۹ متر بالاتر از سطح دریا واقع شده‌است.